# Mahmúd Mamdání
Mahmúd Mamdání (anglický přepis Mahmood Mamdani, * 23. dubna 1947 v Kampale v Ugandě) je ugandský myslitel, kulturní antropolog a znalec africké historie. V současnosti působí na Columbijské univerzitě v USA. Jeho kniha Citizen and Subject: Contemporary Africa and the Legacy of Late Colonialism (Občan a poddaný: Současná Afrika a dědictví pozdního kolonialismu) získala roku 1998 Herskovitsovu cenu (Herskovits Award) Asociace afrických studií USA.